# Mateh Asher
Le conseil régional de Mateh Asher, en hébreu : מועצה אזורית מטה אשר, est situé en Galilée occidentale, dans le district Nord d'Israël. Sa population s'élève, en 2016, à 27 836 habitants. Il est baptisé en référence à la tribu d'Asher.

## Liste des communautés

Le Conseil régional Mateh Asher sur la carte d'Israël.

Kibboutzim
- Adamit (en)
- Afek
- Beit HaEmek
- Eilon
- Ein HaMifratz (en)
- Evron (en)
- Ga'aton (en)
- Gesher HaZiv (en)
- Hanita
- Kabri (en)
- Kfar Masaryk
- Lohamei HaGeta'ot
- Matzuva (en)
- Rosh HaNikra
- Sa'ar (en)
- Shomrat (en)
- Yehiam (en)
- Yas'ur

Moshavim
- Ahihud (en)
- Amka
- Ben Ami (en)
- Bustan HaGalil (en)
- Betzet (en)
- Liman (en)
- Netiv HaShayara (en)
- Regba (en)
- Shavei Tsion

Municipalités communautaires
- Klil (en)
- Nes Ammim (en)
- Oshrat (en)

Villages arabes
- Arab al-Aramshe (en)
- Sheikh Danun (en)

## Source de la traduction
- (en) Cet article est partiellement ou en totalité issu de l’article de Wikipédia en anglais intitulé « Mateh Asher Regional Council » (voir la liste des auteurs).